# Moussa Alzouma
Moussa Alzouma (30 settembre 1982) è un calciatore nigerino, portiere del GNN.

## Carriera

### Club
Ha militato nel GNN e nel Sahel Sporting Club.

### Nazionale
Fa parte della Nazionale del suo paese dal 2012, esordendovi il 12 dicembre 2012 nell'amichevole persa per tre reti a zero contro il Marocco. Viene selezionato per partecipare alla Coppa d'Africa 2013.